# Face It Alone
„Face It Alone“ je píseň britské rockové skupiny Queen, kterou napsali Brian May, John Deacon, Roger Taylor a Freddie Mercury. Producenty byli David Richards, Kris Fredriksson a Justin Shirley-Smith. Skladba byla nahraná roku 1988 a ačkoli ji May a Taylor považovali za „nezachránitelnou“, byla vydána 13. října 2022 společností EMI jako součást The Miracle Collector's Edition, jejíž vydání je naplánováno na 18. listopad 2022.

## Nástroje
- Queen – hlavní umělec
  - Freddie Mercury – hlavní a doprovodný zpěv, klávesy
  - Brian May – doprovodný zpěv, elektrická kytara a klávesy
  - Roger Taylor – bicí, perkuse a doprovodné vokály
  - John Deacon – basová kytara
- David Richards – producent, zvukový inženýr
- Kris Fredriksson – producent, zvukový inženýr, hudební supervizor
- Justin Shirley-Smith – producent, hudební supervizor
- Josh Macrae – zvukový inženýr
- Bob Ludwig – masteringový inženýr